# 印刷業界団体
印刷業界団体（いんさつぎょうかいだんたい）は、日本の印刷産業に関わる各種業界団体。全国規模のものから都道府県レベルのものまで様々あるが、東京都内だけでも13団体が存在する。都内13団体で，東京都印刷産業団体協議会（通称：東印産協）を構成している。

## 主な業界団体
- 日本グラフィックサービス工業会
  - 東京グラフィックサービス工業会
- 全日本印刷工業組合連合会
  - 東京都印刷工業組合
- 日本印刷産業連合会
- 全日本シール印刷協同組合連合会
- 全日本印刷産業政治連盟
- 日本印刷技術協会
- 東京都緑友印刷製本協業組合
- 全日本製本工業組合連合会